# Movimento pela Justiça e Igualdade
O Movimento pela Justiça e Igualdade (em árabe: حركة العدل والمساواة; em inglês: Justice and Equality Movement), também conhecido pela sua sigla em inglês, JEM, é um grupo militar rebelde envolvido no conflito de Darfur, no Sudão, e liderado por Khalil Ibrahim. Juntamente com outros grupos rebeldes, como o Movimento pela Libertação do Sudão (MLS), combatem o governo daquele país, incluindo a sua milícia, os Janjaweed. O JEM também é membro da Frente Oriental, uma coalizão rebelde ativa anteriormente no leste do Sudão, ao longo da fronteira com a Eritreia, e que assinou um acordo de paz com o governo central (o que fez com que o JEM deixasse de ter acesso a doações eritreias).